# Ingemar Stenmark

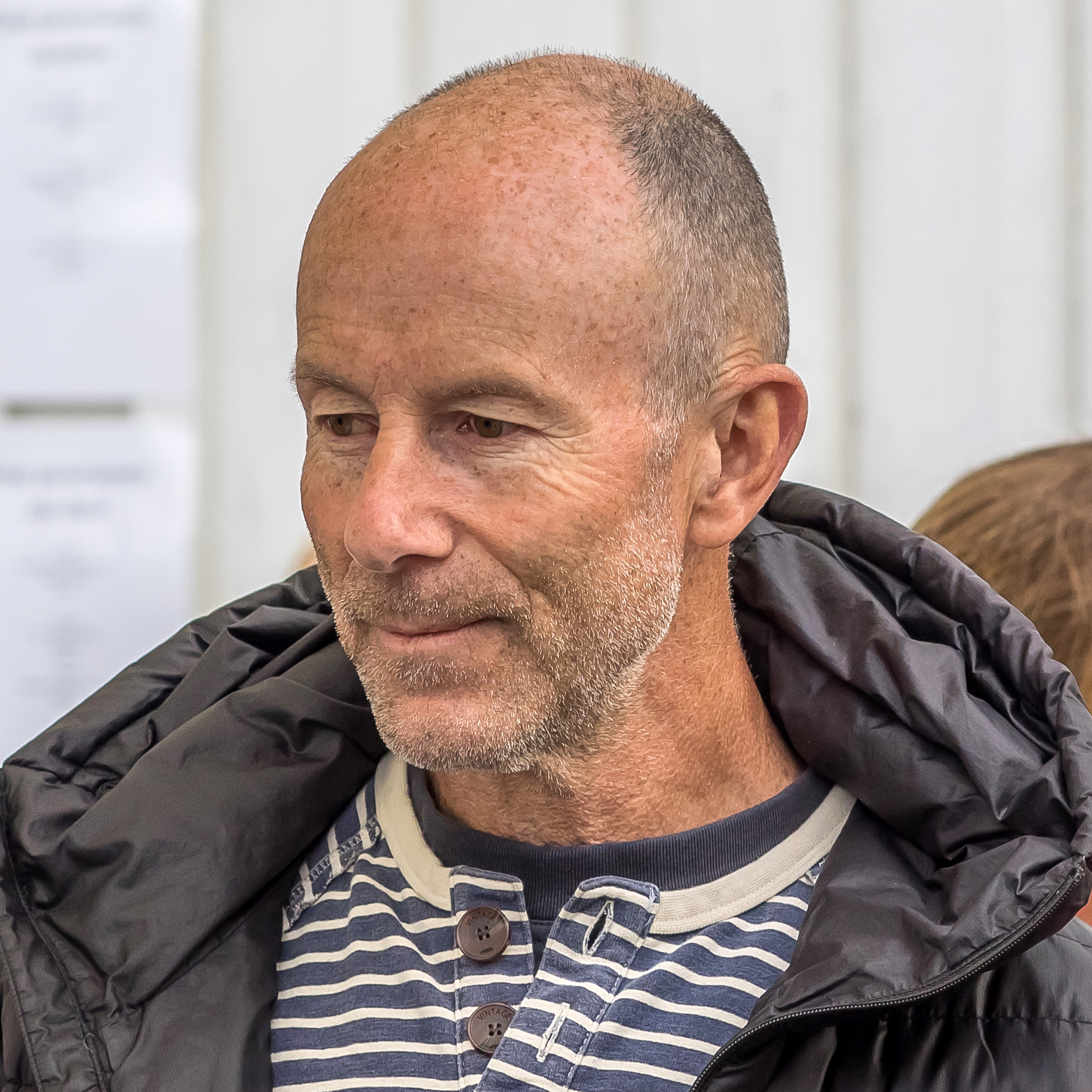
Ingemar Stenmark (2014)

Ingemar Stenmark (spreek uit: steenmark; Joesjö (Storuman, 18 maart 1956) is een bekende Zweedse alpineskiër, een van de meest succesvolle skiërs aller tijden.
Stenmark werd geboren in Joesjö in het Zweedse landschap Lapland, maar verhuisde in 1960 naar het nabijgelegen Tärnaby. Een van zijn buurkinderen daar was Stig Strand, die later eveneens alpineskiër werd maar altijd in de schaduw van Stenmark bleef.
Stenmarks carrière liep van 1973 tot 1989. Zijn eerste wereldbekerwedstrijd won hij in december 1974, een slalomwedstrijd in Madonna di Campiglio; zijn laatste wereldcupzege was in februari 1989, een reuzenslalom in Aspen. Hij heeft in totaal 86 wereldbekerwedstrijden gewonnen: 46 keer de reuzenslalom en 40 keer de gewone slalom.
Op de Olympische Winterspelen 1976 in Innsbruck behaalde hij brons op de reuzenslalom. Tijdens de Olympische Winterspelen 1980 in Lake Placid (beide evenementen waren tevens wereldkampioenschappen) won hij goud op zowel de slalom als de reuzenslalom. Omdat hij een professioneel skiër was, mocht hij niet deelnemen aan de Spelen van 1984, die voorbehouden waren aan sporters met de amateurstatus.
Volgens een in 1999 in Zweden uitgevoerde opiniepeiling was Ingemar Stenmark de belangrijkste Zweedse sportman van de 20e eeuw. Hij woonde geruime tijd in Monaco; sinds 2006 woont hij in Vaxholm, bij Stockholm.

## Erelijst

### Olympische Winterspelen
N.B. tevens wereldkampioenschappen 
| Jaar | Plaats      | Reuzenslalom | Slalom |
| ---- | ----------- | ------------ | ------ |
| 1976 | Innsbruck   | Brons        |        |
| 1980 | Lake Placid | Goud         | Goud   |

### Wereldkampioenschappen alpineskiën
| Jaar | Plaats                 | Reuzenslalom | Slalom |
| ---- | ---------------------- | ------------ | ------ |
| 1978 | Garmisch-Partenkirchen | Goud         | Goud   |
| 1982 | Schladming             | Zilver       | Goud   |

## WB eindklassement
* gedeelde eerste plaats
1952: Stein Eriksen ·
1956: Toni Sailer ·
1960: Roger Staub ·
1964: François Bonlieu ·
1968: Jean-Claude Killy ·
1972: Gustav Thöni ·
1976: Heini Hemmi ·
1980: Ingemar Stenmark ·
1984: Max Julen ·
1988: Alberto Tomba ·
1992: Alberto Tomba ·
1994: Markus Wasmeier ·
1998: Hermann Maier ·
2002: Stephan Eberharter ·
2006: Benjamin Raich ·
2010: Carlo Janka ·
2014: Ted Ligety ·
2018: Marcel Hirscher ·
2022: Marco Odermatt
1948: Edy Reinalter ·
1952: Othmar Schneider ·
1956: Toni Sailer ·
1960: Ernst Hinterseer ·
1964: Josef Stiegler ·
1968: Jean-Claude Killy ·
1972: Francisco Fernández Ochoa ·
1976: Piero Gros ·
1980: Ingemar Stenmark ·
1984: Phil Mahre ·
1988: Alberto Tomba ·
1992: Finn Christian Jagge ·
1994: Thomas Stangassinger ·
1998: Hans Petter Buraas ·
2002: Jean-Pierre Vidal ·
2006: Benjamin Raich ·
2010: Giuliano Razzoli ·
2014: Mario Matt ·
2018: André Myhrer ·
2022: Clément Noël
- Bibsys: 90920489
- Gemeinsame Normdatei: 1071335723
- International Standard Name Identifier: 0000 0000 7856 2426
- MusicBrainz: ed4e1030-8686-4007-98c0-bfa4e7df8804
- Bibliotheek van het Japanse parlement: 00457614
- Nationale Bibliotheek van Tsjechië: js20060728036
- Nationale Bibliotheek van Polen: a0000003518871
- Nederlandse Thesaurus van Auteursnamen: 326364439
- LIBRIS: 202735
- Virtual International Authority File: 57165158
- WorldCat: E39PBJf49tmBfM8bg9mxDGRkDq